# Digital Underground
Digital Underground war eine US-amerikanische Hip-Hop-Band, die dem Alternative Hip-Hop zugeordnet wird.
Ihre Mitglieder stammten aus Oakland in Kalifornien und waren vor allem für ihre ausgefallenen Kostüme und Shows sowie die humorvollen Texte bekannt.

## Werdegang
1987 wurde die Band als Duo von Shock G und Chopmaster J gegründet, die gemeinsam die Single Underwater Rimes aufnahmen, die vor allem in den Niederlanden ein Hit wurde und den ersten Platz der Charts einnahm. 1989 unterzeichneten sie einen Plattenvertrag mit dem Plattenlabel Tommy Boy Entertainment und brachten im gleichen Jahr den Undergroundhit Doowutchyalike auf den Markt. Die Band hatte sich zu diesem Zeitpunkt um DJ Fuze, Money-B und Schmoovy-Schmoov erweitert. 1990 veröffentlichten sie das Debütalbum Sex Packets mit der Hitsingle The Humpty Dance, zu der Shock G in die Rolle von „Humpty Hump“ schlüpfte. Die Single erreichte in den US-Billboardcharts den elften Platz, das Album spielte Platin ein.
1991 folgte das Album This Is An EP Release, auf dem auch Tupac Shakur teilnahm. Wie das folgende Album Sons Of The P (1991) konnte es nicht an den Erfolg des ersten Albums anknüpfen, obwohl die Single Kiss You Back Gold brachte. The „Body-Hat“ Syndrome (1993), Future Rhythm (1996), Who Got The Gravy? (1998) und The Lost Files (1999), die bei verschiedenen Plattenlabels aufgenommen wurden, verkauften sich noch schlechter.
2004 veröffentlichte Shock G ein Soloalbum mit dem Titel Fear Of A Mixed Planet.
2008, nach fast 20-jährigem Tournament, wurde von Shock G bekannt gegeben, dass sich die Gruppe Ende 2008 offiziell trennen wird. Die Platte ..Cuz A d.u. Party Don’t Stop! sollte die letzte Studioaufnahme sein.

## Diskografie

### Studioalben
| Jahr | Titel                 | Höchstplatzierung, Gesamtwochen, AuszeichnungChartplatzierungen (Jahr, Titel, Platzierungen, Wochen, Auszeichnungen, Anmerkungen) | Höchstplatzierung, Gesamtwochen, AuszeichnungChartplatzierungen (Jahr, Titel, Platzierungen, Wochen, Auszeichnungen, Anmerkungen) | Anmerkungen                            |
| Jahr | Titel                 | UK | US | Anmerkungen                            |
| ---- | --------------------- | --- | --- | -------------------------------------- |
| 1990 | Sex Packets           | UK59 (1 Wo.)UK | US24 Platin · (31 Wo.)US | Erstveröffentlichung: 26. März 1990    |
| 1991 | Sons of the P         | — | US44 Gold · (27 Wo.)US | Erstveröffentlichung: 15. Oktober 1991 |
| 1993 | The Body-Hat Syndrome | — | US79 (4 Wo.)US | Erstveröffentlichung: 5. Oktober 1993  |
| 1996 | Future Rhythm         | — | US113 (3 Wo.)US | Erstveröffentlichung: 4. Juni 1996     |

### EPs
| Jahr | Titel                 | Höchstplatzierung, Gesamtwochen, AuszeichnungChartplatzierungen (Jahr, Titel, Platzierungen, Wochen, Auszeichnungen, Anmerkungen) | Höchstplatzierung, Gesamtwochen, AuszeichnungChartplatzierungen (Jahr, Titel, Platzierungen, Wochen, Auszeichnungen, Anmerkungen) | Anmerkungen                           |
| Jahr | Titel                 | UK | US | Anmerkungen                           |
| ---- | --------------------- | --- | --- | ------------------------------------- |
| 1991 | This Is an EP Release | — | US29 Gold · (27 Wo.)US | Erstveröffentlichung: 15. Januar 1991 |

Weitere EPs
- 1998: Who Got the Gravy?
- 1999: The Lost Files
- 2001: No Nose Job: The Legend of
- 2003: Playwutchyalike: The Best of
- 2008: ..Cuz a D.U. Party Don’t Stop!
- 2010: The Greenlight EP

### Singles
| Jahr | Titel Album                     | Höchstplatzierung, Gesamtwochen, AuszeichnungChartplatzierungen (Jahr, Titel, Album, Platzierungen, Wochen, Auszeichnungen, Anmerkungen) | Höchstplatzierung, Gesamtwochen, AuszeichnungChartplatzierungen (Jahr, Titel, Album, Platzierungen, Wochen, Auszeichnungen, Anmerkungen) | Anmerkungen                        |
| Jahr | Titel Album                     | UK | US | Anmerkungen                        |
| ---- | ------------------------------- | --- | --- | ---------------------------------- |
| 1989 | Doowutchyalike Sex Packets      | UK79 (3 Wo.)UK | — | Erstveröffentlichung: August 1989  |
| 1990 | The Humpty Dance Sex Packets    | UK80 (5 Wo.)UK | US11 Platin · (23 Wo.)US | Erstveröffentlichung: Januar 1990  |
| 1991 | Same Song This Is an EP Release | UK52 (4 Wo.)UK | — | Erstveröffentlichung: Januar 1991  |
| 1991 | Kiss You Back Sons Of The P     | — | US40 Gold · (20 Wo.)US | Erstveröffentlichung: Oktober 1991 |